# Ryszard Mordak
Ryszard Tomasz Mordak (ur. 1959) – polski lekarz weterynarii, zootechnik, doktor habilitowany nauk rolniczych, profesor na Uniwersytecie Przyrodniczym we Wrocławiu, specjalista od chorób dużych zwierząt oraz rozrodu zwierząt.

## Kariera naukowa
W latach 1974–1978 był uczniem V Liceum Ogólnokształcącego we Wrocławiu. W 1983 roku na Akademii Rolniczej we Wrocławiu uzyskał tytuł lekarza weterynarii. W 1990 roku na Wydziale Medycyny Weterynaryjnej tej samej uczelni uzyskał stopień doktora nauk weterynaryjnych na podstawie rozprawy pt. Wpływ zastosowania propranololu na przebieg okresu międzyciążowego i płodność krów, której promotorem był Stanisław Raułuszkiewicz. W 1997 roku został zatrudniony na tejże uczelni, a w 2017 roku uzyskał na jej Wydziale Biologii i Hodowli Zwierząt stopień doktora habilitowanego nauk rolniczych w dyscyplinie zootechniki na podstawie pracy pt. Zatrzymanie błon płodowych u krów w zależności od przebiegu porodu oraz zastosowania dimeru lizozymu po wyparciu płodu.
31 marca 2010 został odznaczony Srebrnym Krzyżem Zasługi.